# Dodro
Dodro – gmina w Hiszpanii, w prowincji A Coruña, w Galicji, o powierzchni 36,12 km². W 2011 roku gmina liczyła 2977 mieszkańców.